# XIV Concurs de castells de Tarragona
El XIV Concurs de castells de Tarragona tingué lloc el 4 d'octubre del 1992 a la plaça de braus de Tarragona, actual Tarraco Arena Plaça. Fou el vint-i-vuitè concurs de castells de la història i hi participaren 20 colles.

## Resultats

### Classificació
| Resultat              |
| --------------------- |
| Descarregat (D)       |
| Carregat (C)          |
| Intent (I)            |
| Intent desmuntat (ID) |

En el XIV Concurs de castells de Tarragona hi van participar 20 colles.
Llegenda
a: amb agulla o pilar al mig
f: amb folre
ps: aixecat per sota
| Pos. | Colla                              | 1a ronda | 2a ronda  | 3a ronda | 4a ronda | 5a ronda  | 6a ronda  | Punts |
| ---- | ---------------------------------- | -------- | --------- | -------- | -------- | --------- | --------- | ----- |
| 1    | Colla Joves Xiquets de Valls       | 3de9f    | 4de9f     | 5de8     | —        | —         | —         | 6.997 |
| 2    | Colla Vella dels Xiquets de Valls  | 4de9f    | 3de9f(i)  | 3de8     | 2de8f    | —         | —         | 5.250 |
| 3    | Colla Jove Xiquets de Tarragona    | 2de8f    | 3de8      | 4de8(i)  | 4de8(i)  | 5de7      | —         | 3.500 |
| 4    | Castellers de Vilafranca           | 4de9f(i) | 2de8f(c)  | 4de8     | 5de7     | 3de9f(i)  | —         | 3.145 |
| 5    | Xiquets de Tarragona               | 4de8     | 2de7      | 3de8(i)  | 3de7ps   | —         | —         | 2.999 |
| 6    | Xiquets de Reus                    | 2de7(c)  | 4de8      | 3de7ps   | —        | —         | —         | 2.940 |
| 7    | Castellers de Terrassa             | 5de7     | 4de8(i)   | 3de7ps   | 4de8(i)  | 3de7      | —         | 2.200 |
| 8    | Castellers de Barcelona            | 5de7     | 3de7ps(i) | 3de7     | 4de7     | —         | —         | 1.700 |
| 9    | Castellers de Castelldefels        | 3de7     | 4de7      | 5de7(i)  | 2de6     | 4de7a(id) | 4de7a(id) | 1.100 |
| 9    | Ganxets de Reus                    | 3de7     | 4de7      | 2de7(i)  | 2de6     | —         | —         | 1.100 |
| 9    | Castellers de Cornellà             | 2de6     | 4de7      | 3de7     | 4de7a(i) | —         | —         | 1.100 |
| 12   | Xiquets del Serrallo               | 3de7     | 5de7(i)   | 4de7     | 2de6     | 5de7(id)  | —         | 1.097 |
| 13   | Xiquets de Vila-seca               | 3de6ps   | 3de7(id)  | 2de6     | 4de7     | 3de7      | 3de7ps(i) | 1.090 |
| 13   | Nois de la Torre                   | 3de7(i)  | 2de6      | 4de7     | 3de7     | —         | —         | 1.090 |
| 13   | Castellers de Sant Pere i Sant Pau | 3de7(i)  | 2de6      | 3de7     | 4de7     | —         | —         | 1.090 |
| 16   | Vailets de Gelida                  | 4de7     | 2de7(i)   | 3de7(i)  | 2de6     | 4de6a     | —         | 725   |
| 17   | Xiquets de la Vila d'Alcover       | 2de6(i)  | 4de7      | 5de6     | 4de6a    | —         | —         | 671   |
| 18   | Xics de Granollers                 | 2de6(c)  | 4de7(i)   | 3de6     | 5de6     | 4de6a     | —         | 465   |
| 19   | Colla Jove de Vilanova             | 2de6(i)  | 2de6(i)   | 3de6(c)  | 4de6     | —         | —         | 175   |
| 20   | Nens del Vendrell                  | 2de6(i)  | 2de6(i)   | 3de7(id) | Pde5(id) | —         | —         | 0     |

### Estadística
La següent taula mostra l'estadística dels castells que es van provar al concurs de castells. Apareixen ordenats, de major a menor puntuació, segons la taula de puntuacions del XIV Concurs de castells de Tarragona.
| Núm.        | Castell                 | Descarregat | Carregat | Intent | Intent desmuntat | Total |
| ----------- | ----------------------- | ----------- | -------- | ------ | ---------------- | ----- |
| 1           | 3 de 9 amb folre        | 1           | –        | 2      | –                | 3     |
| 2           | 4 de 9 amb folre        | 2           | –        | 1      | –                | 3     |
| 3           | 5 de 8                  | 1           | –        | –      | –                | 1     |
| 4           | 2 de 8 amb folre        | 2           | 1        | –      | –                | 3     |
| 5           | 3 de 8                  | 2           | –        | 1      | –                | 3     |
| 6           | 4 de 8                  | 3           | –        | 4      | –                | 7     |
| 7           | 2 de 7                  | 1           | 1        | 2      | –                | 4     |
| 8           | 3 de 7 aixecat per sota | 3           | –        | 2      | –                | 5     |
| 9           | 5 de 7                  | 4           | –        | 2      | 1                | 7     |
| 10          | 4 de 7 amb l'agulla     | –           | –        | 1      | 2                | 3     |
| 11          | 3 de 7                  | 9           | –        | 3      | 2                | 14    |
| 12          | 4 de 7                  | 10          | –        | 1      | –                | 11    |
| 13          | Pilar de 5              | –           | –        | –      | 1                | 1     |
| 14          | 2 de 6                  | 8           | 1        | 5      | –                | 14    |
| 15          | 3 de 6 aixecat per sota | 1           | –        | –      | –                | 1     |
| 16          | 5 de 6                  | 2           | –        | –      | –                | 2     |
| 17          | 4 de 6 amb l'agulla     | 3           | –        | –      | –                | 3     |
| 18          | 3 de 6                  | 1           | 1        | –      | –                | 2     |
| 19          | 4 de 6                  | 1           | –        | –      | –                | 1     |
| Total       | Total                   | 54          | 4        | 24     | 6                | 88    |
| Percentatge | Percentatge             | 61,4%       | 4,5%     | 27,3%  | 6,8%             | 100%  |